# Abuela de verano
Abuela de verano va ser una sèrie espanyola de televisió, emesa per TVE el 2005 i basada en el llibre Diari d'una àvia d'estiu de Rosa Regàs.

## Argument
Eva Saguès (Rosa María Sardà) és una dona separada, madura i moderna que s'enfronta a les no sempre senzilles relacions amb els seus cinc fills i dotze nets, als quals acull durant els mesos d'estiu a la seva casa de camp de l'Empordà.

## Repartiment
- Rosa Maria Sardà com Eva Sagués, matriarca.
- Elvira Mínguez com Carmen, treballa a la casa.
- Maite Jáuregui com Teresa, filla de 19 anys de Carmen.
- Gorka Lasaosa com Roger, nuvi de Teresa.
- Abdel Aziz El Mountassir com Abdel, treballa a la casa.
- Blanca Martínez com Mercedes, cuinera.
- Blanca Apilánez com Cristina, filla d'Eva.
- Jordi Bosch com Álex, gendre.
- Adriana Torrebejano com Aurora, neta.
- Daniel Casadellà com Diego,net.
- Amanda Maestre com Katia, neta.
- Xavi Mira com Alberto, fill d'Eva.
- Laura Jou com Ana, nora.
- Álvaro Cervantes com Bioy, net.
- Pau Poch com Gustavo, net.
- Elena Guerrero com Leonor, neta.
- Marc Martínez com Ernesto, fill d'Eva i germà bessó de Laia.
- Ana Rayo com Paula, nora.
- Denise Maestre com a Coral, neta.
- Christian Casas com Ernesto, net.
- Ester Vázquez Burgés com Julia, neta.
- Laura Mañá com Laia, filla d'Eva i germana bessona d'Ernesto.
- Gonzalo Cunill com Tano, gendre.
- Gemma Lozano com Feli, neta.
- Álex Carmona com Iñaki, net.
- Pol Mainat com Joel, fill d'Eva.
- Nur Levi com Nuri, nora.
- Óscar Casas com Miguel, net.
- Albert Espinosa com a Helio/Doctor Utrera, metge de la família.
- Mercè Pons com Dora, veïna d'Eva.
- Cora Tiedra com María Antonia, veterinària, parella de Dora i amant de l'Helio/Doctor Utrera.

## Personatges
- Cristina (40 anys): és psiquiatra, està casada amb Álex (50 anys), uròleg, i els seus fills: Aurora (14 anys), l'artista incompresa; Diego (12 anys), el mandrós i Katia (6 anys), la independent.
- Alberto (38 anys): el periodista, està casat amb Ana (36 anys), traductora, i els seus fills: Bioy (15 anys), l'esportista competitiu; Gustavo (9 anys) i Leonor (6 anys), la ballarina.
- Ernesto (35 anys) separat, conviu amb la inspectora d'hisenda (Paula) (34 anys) i els seus fills: Coral (13 anys), la responsable ordenada (filla de la primera dona); Ernesto (11 anys), el pianista empollón (fill de la primera dona) i Julia (5 anys), a qui li agrada un munt el color rosa, té totes les coses de color rosa (germanastra de Coral i Ernesto).
- Laia (35 anys), la novel·lista, està casada amb l'empresari Tano (37 anys) i els seus fills: Felicidad [Feli], (10 anys): la rebel, i Iñaki (7 anys): el pupes hipocondríac.
- Joel (32 anys), el cineasta casat amb l'actriu Nuri (27 anys) i els seus fills: Miguel (5 anys): El terratrèmol. El més petit i entremaliat, i la seva germana nounada Ariadna

## Episodis

### Temporada 1: 2005
| Capítol     | Títol original                   | Data d'emissió                         | Espectadors | Quota de pantalla |
| ----------- | -------------------------------- | -------------------------------------- | ----------- | ----------------- |
| Temporada 1 |                                  |                                        |             |                   |
| 1           | «'A' de abuela»                  | 6 de setembre de 2005                  | 3.874.000   | 24,5%             |
| 2           | «'A' de animales»                | 13 de setembre de 2005                 | 2.355.000   | 16,6%             |
| 3           | «'A' de agua»                    | 20 de setembre de 2005                 | 2.711.000   | 16,8%             |
| 4           | «'A' de árbrito»                 | 27 de setembre de 2005                 | 2.447.000   | 14,4%             |
| 5           | «'A' de avestruz»                | 4 d'octubre de 2005                    | 2.394.000   | 14,3%             |
| 6           | «'A' de amarcord»                | 11 d'octubre de 2005                   | 2.504.000   | 15,7%             |
| 7           | «'A' de Ariadna»                 | 18 d'octubre de 2005                   | 1.721.000   | 11,5%             |
| 8           | «'A' de Amador»                  | 25 d'octubre de 2005                   | 2.428.000   | 14,3%             |
| 9           | «'A' de aguacero»                | 1 de novembre de 2005                  | 1.681.000   | 11,8%             |
| 10          | «'A' de alcalde»                 | 8 de novembre de 2005                  | 2.051.000   | 11,6%             |
| 11          | «'A' de afortunados»             | 15 de novembre de 2005                 | 2.986.000   | 12,3%             |
| 12          | «'A' de adiós»                   | 22 de novembre de 2005                 | 966.000     | 9,5%              |
| 13          | «'A' de abuelo»                  | 29 de novembre de 2005                 | 2.711.000   | 12,6%             |
| TOTAL       |                                  |                                        |             |                   |
| Tot         | 'A' de abuela fins 'A' de abuelo | 6 de setembre a 29 de novembre de 2005 | 2.371.000   | 14,3%             |

### Reemisió: 2012
| Capítol    | Títol original                     | Data d'emissió                    | Espectadors | Quota de pantalla |
| ---------- | ---------------------------------- | --------------------------------- | ----------- | ----------------- |
| Etapa 2012 |                                    |                                   |             |                   |
| 1          | «'A' de abuela»                    | 15 de juliol de 2012              | 259.000     | 7,2%              |
| 2          | «'A' de animales»                  | 15 de juliol de 2012              | 250.000     | 5,0%              |
| 3          | «'A' de agua»                      | 21 de juliol de 2012              | 198.000     | 6,6%              |
| 4          | «'A' de árbrito»                   | 21 de juliol de 2012              | 248.000     | 6,8%              |
| 5          | «'A' de avestruz»                  | 22 de juliol de 2012              | 256.000     | 8,3%              |
| 6          | «'A' de amarcord»                  | 22 de juliol de 2012              | 261.000     | 5,9%              |
| 7          | «'A' de Ariadna»                   | 18 d'agost de 2012                | 192.000     | 6,2%              |
| 8          | «'A' de Amador»                    | 18 d'agost de 2012                | 197.000     | 5,4%              |
| 9          | «'A' de aguacero»                  | 19 d'agost de 2012                | 179.000     | 4,9%              |
| 10         | «'A' de alcalde»                   | 25 d'agost de 2012                | 165.000     | 5,1%              |
| 11         | «'A' de afortunados»               | 25 d'agost de 2012                | 224.000     | 6,0%              |
| 12         | «'A' de adiós»                     | 26 d'agost de 2012                | 222.000     | 6,9%              |
| 13         | «'A' de abuelo»                    | 26 d'agost de 2012                | 235.000     | 4,9%              |
| TOTAL      |                                    |                                   |             |                   |
| Tot        | 'A' de abuela fins a 'A' de abuelo | 15 de juliol a 26 d'agost de 2012 | 222.000     | 6,1%              |

## Recepció i crítica
En la seva estrena, la producció va aconseguir un 24,5% de quota de pantalla, percentatge que, tanmateix, va anar descendint fins al 12,6% en el seu últim episodi. La portaveu del PP en el Consell d'Administració de Radiotelevisió Espanyola, Isabel Ugalde, va comentar sobre aquest tema: "Hi ha coses que els espanyols d'avui no volen veure, i els espanyols ens han donat la raó que el programa no servia. No entenem aquesta enyorança del passat ni per què TVE continua responent a esquemes antics i prototípics com el programa de Wyoming o la sèrie de Rosa María Sardà (Abuela de verano), que han estat tots un desastre".